# Bistum Tyler
Das Bistum Tyler (lat.: Dioecesis Tylerensis) ist eine Diözese der römisch-katholischen Kirche mit Sitz in der texanischen Stadt Tyler.
Es wurde am 12. Dezember 1986 aus Gebieten der Bistümer Beaumont, Dallas und Galveston-Houston errichtet. Es unterstand zunächst dem Erzbistum San Antonio als Suffragandiözese. Seit dem 29. Dezember 2004 ist es Teil der neu geschaffenen Kirchenprovinz Galveston-Houston.
Es umfasst die Countys Anderson, Angelina, Bowie, Camp, Cass, Cherokee, Delta, Franklin, Freestone, Gregg, Harrison, Henderson, Hopkins, Houston, Lamar, Leon, Madison, Marion, Morris, Nacogdoches, Panola, Rains, Red River, Rusk, Sabine, San Augustine, Shelby, Smith, Titus, Trinity, Upshur, Van Zandt und Wood.

## Bischöfe
- Charles Edwin Herzig (12. Dezember 1986 – 7. September 1991)
- Edmond Carmody (24. März 1992 – 3. Februar 2000, dann Bischof von Corpus Christi)
- Álvaro Corrada del Rio SJ (5. Dezember 2000 – 6. Juli 2011, dann Bischof von Mayagüez)
- Joseph Strickland (29. September 2012 – 11. November 2023)
- Gregory Kelly (seit 20. Dezember 2024)

## Weblinks

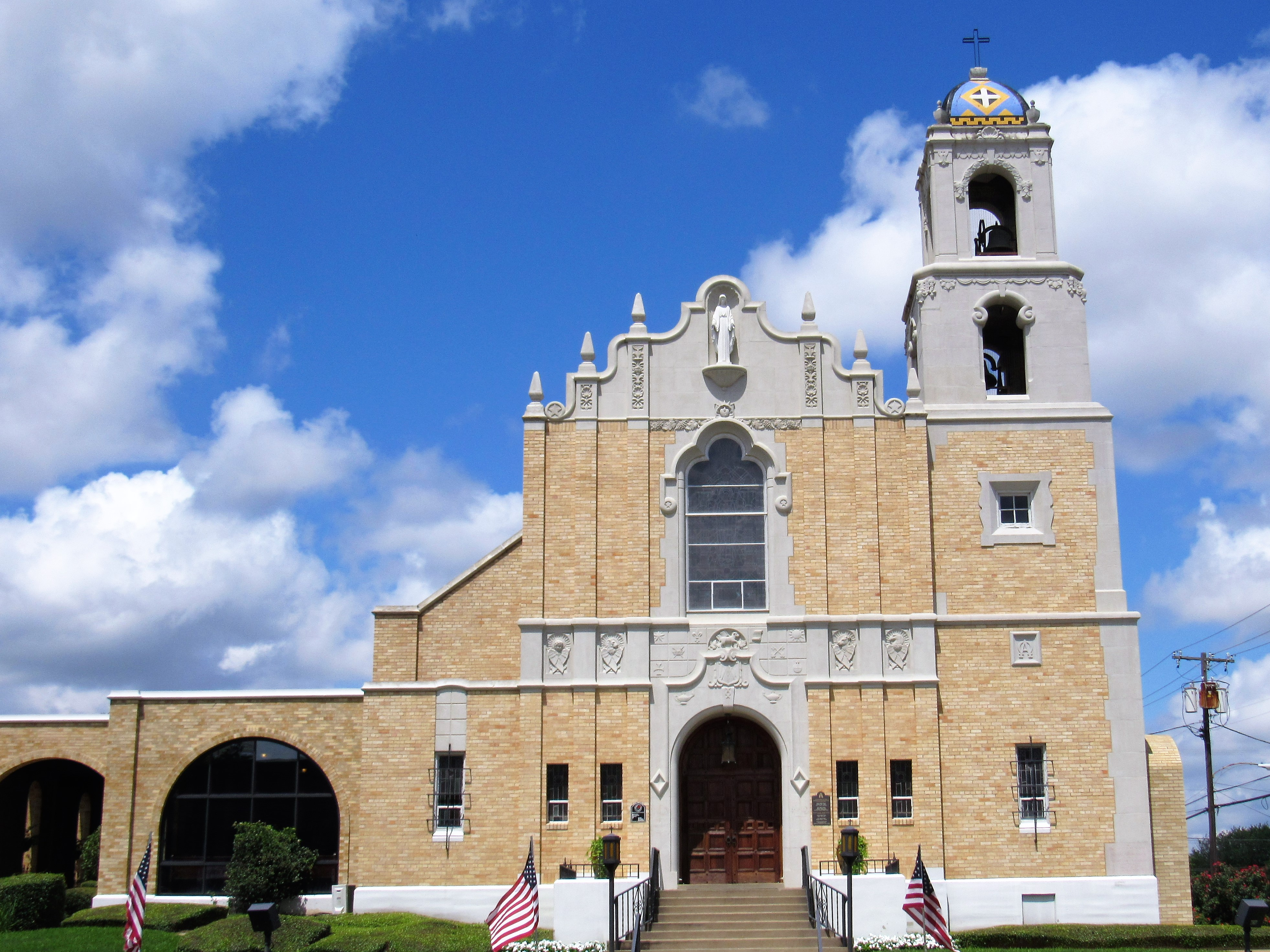
Kathedrale Immaculate Conception in Tyler